# Jablonec nad Nisou
Jablonec nad Nisou là một thị trấn thuộc huyện Jablonec nad Nisou, vùng Liberecký, Cộng hòa Séc.